# 애멸구
애멸구는 노린재목 멸구과의 곤충이다. 몸길이는 2~4mm이다. 몸색깔은 연한 노란색 바탕에 검은색 반점이 있다.

1. ↑  “Laodelphax striatellus (Fallén, 1826) | COL”. 《www.catalogueoflife.org》. 2024년 7월 12일에 확인함.